# Gol!
Gol! (ang. Goal!: The Dream Begins) – amerykańsko-kanadyjski film z 2005 roku, wyreżyserowany przez Danny’ego Cannona.

## Fabuła
Jest to pierwsza część trylogii Goal! opowiadająca historię ubogiego chłopca, który emigrował z Meksyku do Stanów Zjednoczonych wraz z rodziną. Zauważony przez łowcę talentu, trafia do angielskiego klubu – Newcastle United, gdzie udowadnia swoje umiejętności i zamiłowanie do piłki nożnej.
W dalszych częściach filmu, bohater występuje w barwach Realu Madryt (Goal! 2) oraz bierze udział w Mistrzostwach Świata w Piłce Nożnej 2006 w Niemczech.

## Obsada
- Kuno Becker – Santiago Muñez
- Alessandro Nivola – Gavin Harris
- Marcel Iures – Erik Dornhelm
- Stephen Dillane – Glen Foy
- Anna Friel – Roz Harmison
- Kieran O’Brien – Hughie McGowan
- Sean Pertwee – Barry Rankin
- Cassandra Bell – Christina

## Premiery
- 8 sierpnia 2005 (Deauville Film Festival) – Francja
- 29 sierpnia 2005 – Izrael
- 30 sierpnia 2005 – Dania, Estonia, Finlandia, Wielka Brytania
- 6 października 2005 – Węgry, Singapur
- 7 października 2005 – Łotwa, Szwecja, Turcja
- 9 października 2005 – Meksyk
- 12 października 2005 – Francja
- 13 października 2005 – Szwajcaria (niemieckojęzyczny region)
- 14 października 2005 – Hiszpania
- 19 października 2005 – Szwajcaria (francuskojęzyczny region), Belgia
- 20 października 2005 – Holandia, Argentyna
- 21 października 2005 – Polska, Włochy, Szwajcaria (włoskojęzyczny region)
- 27 października 2005 – Niemcy
- 28 października 2005 – Kolumbia
- 28 października 2005 – Rumunia
- 2 listopada 2005 – Filipiny
- 16 lutego 2006 – Australia
- 12 maja 2006 – Stany Zjednoczone
- 27 maja 2006 – Japonia

## Informacje dodatkowe
- Film został zrealizowany ze zgodą FIFA, dzięki czemu zachowane zostały oryginalne nazwy klubów oraz piłkarzy.